# Альтерман Борис Валерійович
Бори́с Вал́ерійович Альтерма́н (4 травня 1970, Харків) — ізраїльський шаховий гросмейстер, консультант при розробці програми «Junior».

## Життєпис
Він навчився грати в шахи у 7 років. Вихованець відомого шахового тренера Олександра Вайсмана.
Його основні моменти кар'єри — це отримання титули міжнародного майстра в 1991 році і титулу гросмейстера в 1992 році.
Альтерман — переможець турнірів: Хайфа (1993), Bad Homburg (1996), Rishon LeZion 1996, Пекін (1995, 1997), Мюнхен (1992).
Він грає в шаховому клубі «Rishon LeZion».
В рейтинг листі ФІДЕ за квітень 2005 року він мав Рейтинг Ело — 2548 (305 місце у світі)

## Турнірні результати

### Чемпіонати України
Борис Альтерман зіграв в одному фінальному турнірі чемпіонатів України у 1988 році розділивши 9—10 місця з Юрієм Круппою.
| Рік  | Місто | Турнір                 | + | − | =  | Результат | Місце |
| ---- | ----- | ---------------------- | - | - | -- | --------- | ----- |
| 1988 | Львів | 57-й чемпіонат України | 2 | 3 | 10 | 7 з 15    | 9—10  |

## Зміна рейтингу
| На цьому місці має відображатися графік чи діаграма, однак з технічних причин його відображення наразі вимкнено. Будь ласка, не видаляйте код, який викликає це повідомлення. Розробники вже працюють для того, щоби відновити штатне функціонування цього графіка або діаграми. | |
| | На цьому місці має відображатися графік чи діаграма, однак з технічних причин його відображення наразі вимкнено. Будь ласка, не видаляйте код, який викликає це повідомлення. Розробники вже працюють для того, щоби відновити штатне функціонування цього графіка або діаграми. |